# Ivan Bucher
Ivan Bucher (* 8. Dezember 1973 in Kerns) ist ein Schweizer Bodybuilder und Fitnesssportler.

## Leben und Karriere
Ivan Bucher ist in Kerns im Kanton Obwalden aufgewachsen. Nach der Schule absolvierte er eine Lehre als Elektromonteur. Er machte den Abschluss der Handelsschule in Luzern. Er hat diverse Fitness-Ausbildungen und die Ausbildung zum Dipl. Masseur absolviert.
1996 übernahm er zusammen mit einem Partner ein Fitnesscenter in Sarnen. 2009 erstellten sie einen Neubau für das Studio mit 1'400 m². Bucher verkaufte im Dezember 2011 seinen Anteil an diesem Fitnesscenter und eröffnete im März 2012 ein neues Fitnesscenter in Horw.

## Wettbewerbe und Titel (Auswahl)
- 2018 IBFA World Championships Bodybuilding, Rom 2018
- 2018 Gesamtsieg «Miami Beach Classic 2018»
- 2016 Overall-Winner der «Mid-Coast Classic 2016» in Florida[1]
- 2012 WFF Universe 2012: 1. Platz Kategorie Couple
- 2012 W.A.B.B.A. World Champion 2012: 1. Platz Kategorie Couple
- 2012 W.A.B.B.A. Swiss Champion 2012: 1. Platz
- 2011  WFF Universe 2011: 1. Platz Kategorie Athletic over 35 und Overall-Sieger der Athletic-Kategorie[2][3]
- 2010 Fitness-Weltmeisterschaften: Vize-Weltmeister im Paarwettkampf und 6. Rang im Einzel[4]
- 2009 WFF Universe 2009:  4. Finalrang
- 2008 Weltmeister in Kraft –Ausdauer-Beweglichkeit (Strenflex)
- 2008 Fitness-Weltmeisterschaften: Vize-Weltmeister im Einzel und Paarwettkampf
- 2007 Fitness-Weltmeisterschaften: Weltmeister im Paarwettkampf
- 2006 Fitness-Weltmeister Strenflex und Fitness-Europameister
- 2003 Fitness-Weltmeister Strenflex
- 1999 Internationaler  Mr. Fitness-Sieger in Stuttgart
- Mehrfacher Meister des Kantons Obwalden im Geräteturnen, Eidgenössischer Kranz-Kunstturner